# Comuna de Zarszyn
Zarszyn (polaco: Gmina Zarszyn) é uma gminy (comuna) na Polónia, na voivodia de Subcarpácia e no condado de Sanocki.
De acordo com os censos de 2004, a comuna tem 9154 habitantes, com uma densidade 86,4 hab/km².

## Área
Estende-se por uma área de 105,96 km², incluindo:
- área agricola: 67%
- área florestal: 25%

## Demografia
Dados de 30 de Junho 2004:
|                      | Total   | Total | Mulheres | Mulheres | Homens  | Homens |
| -------------------- | ------- | ----- | -------- | -------- | ------- | ------ |
|                      | pessoas | %     | pessoas  | %        | pessoas | %      |
| População            | 9154    | 100   | 4704     | 51,4     | 4450    | 48,6   |
| Densidade (pop./km²) | 86,4    | 100   | 44,4     | 44,4     | 42      | 42     |

De acordo com dados de 2002, o rendimento médio per capita ascendia a 1333,45 zł.

## Subdivisões
Bażanówka, Długie, Jaćmierz, Jaćmierz Przedmieście, Nowosielce, Pielnia, Odrzechowa, Posada Zarszyńska, Posada Jaćmierska, Zarszyn

## Comunas vizinhas
- Besko, Brzozów, Bukowsko, Haczów, Rymanów, Sanok